# 打吡 (賽馬)

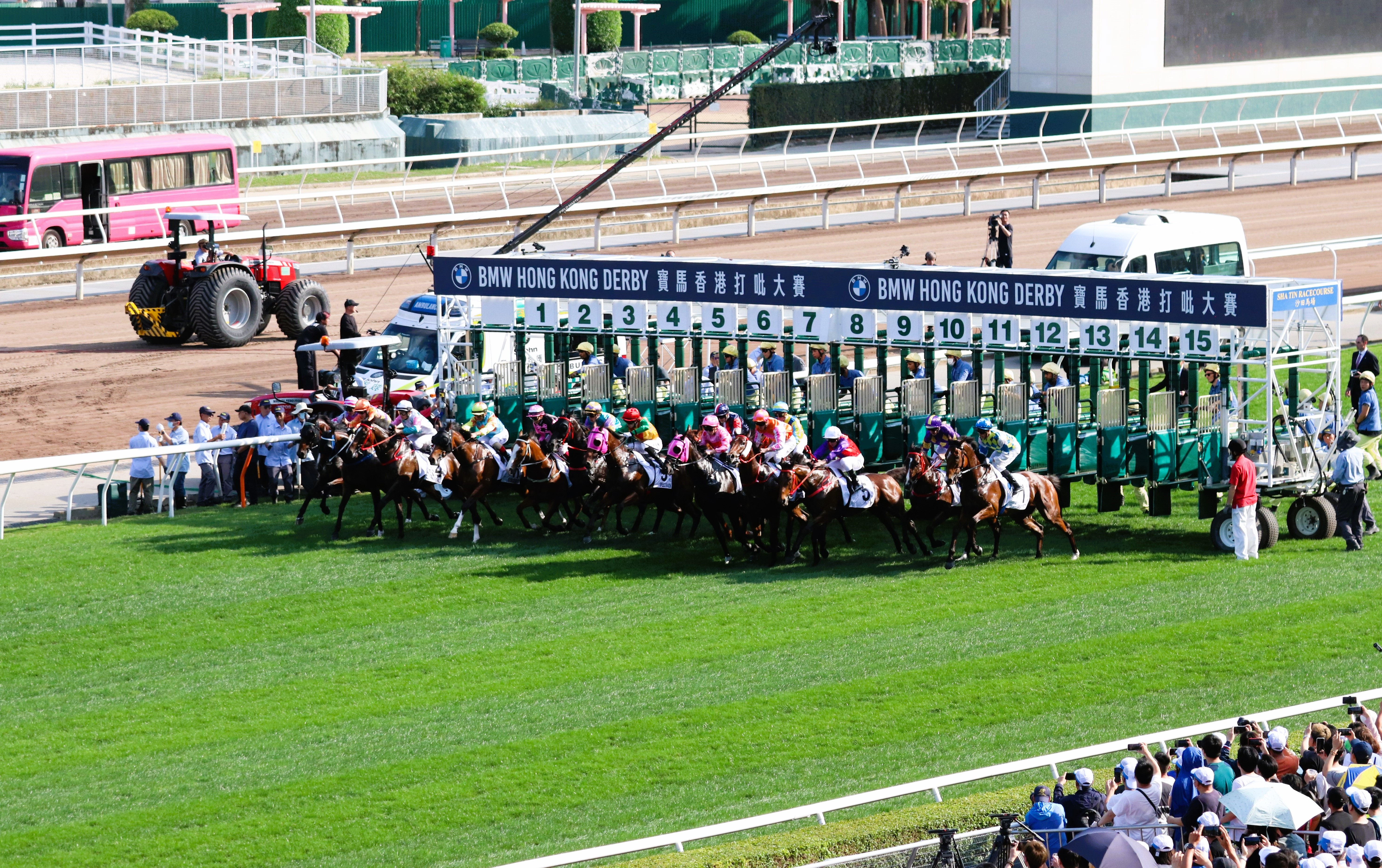
寶馬香港打吡大賽2024

打吡（英語：Derby，英國 /ˈdɑːbɪ/ DAH-bee、美國 /ˈdɜːrbɪ/ DUR-bee）是一項賽馬賽事，通常每年舉行一次。其名稱源自英國的葉森打吡，在1780年以爱德华·史密斯-斯坦利，第十二代德比伯爵為名。
理論上一匹競賽馬的一生只有一次競逐打吡的機會，因此打吡是賽馬其中一個最高榮譽。依照英國葉森打吡的規則，傳統的打吡賽是由3歲馬匹競逐1哩半（2400米）的路程，世界上大部份地方舉行的打吡賽，例如愛爾蘭、日本等地都遵照此項傳統；但一部份地區，例如香港及澳門則並不遵照此例，而是由4歲馬匹競逐2000米路程。美國著名的打吡賽事為肯塔基打吡，是美國三冠大賽的頭關賽事，但澳洲把他們的澳洲打吡作爲澳洲三冠大賽的尾關賽事。
打吡賽一般不限馬匹的性別，但通常都是由3歲雄馬參加，而橡樹大賽則只限3歲雌馬參加。

## 著名打吡賽事
- 英國葉森打吡
- 美國肯塔基打吡
- 法國打吡
- 香港打吡大賽
- 東京優駿（日本打吡）
- 澳洲打吡
- 愛爾蘭打吡

## 參看
- 橡樹大賽
- 同城打吡